# Mick Wallace
Michael Wallace (Wexford, 9 novembre 1955) è un politico irlandese ed europarlamentare dal 2019 al 2024 per il Gruppo della Sinistra al Parlamento europeo.